# Wilhelmine Suij
Wilhelmine Suij (Amersfoort, 26 september 1861 – na 1913) was een Nederlands schilder en tekenaar. Ze wordt ook vermeld als Wilhelmina of Wilhelmine Suy.

## Leven en werk
Suij was een dochter van beroepsmilitair Albert Suij en Anthonia Arnoldina Krüsemann. Haar moeder was verwant aan de schildersfamilie Kruseman. Het gezin woonde onder meer in Amersfoort, Woerden en Den Haag. Wilhelmine en haar jongere zus Pauline Suij gingen beiden schilderen. Wilhelmine kreeg les van Margaretha Roosenboom. In 1884 verhuisden de zusters Suij met hun vader en stiefmoeder naar Amsterdam.
Suij tekende en schilderde onder meer bloemen en stillevens. Ze was lid van Arti et Amicitiae en exposeerde meerdere malen, onder andere tijdens de tentoonstellingen van Levende Meesters. Ze deed zaken met het Haagse filiaal van kunsthandel Goupil & Cie. In 1907 verhuisde Suij naar Montreux (Zwitserland). Ze nam deel aan de tentoonstelling De Vrouw 1813-1913 in Amsterdam en woonde toen in Territet, onder Montreux.
Wilhelmine Suij overleed tussen 1913 en 1936, vermoedelijk in Zwitserland.

## Enkele werken

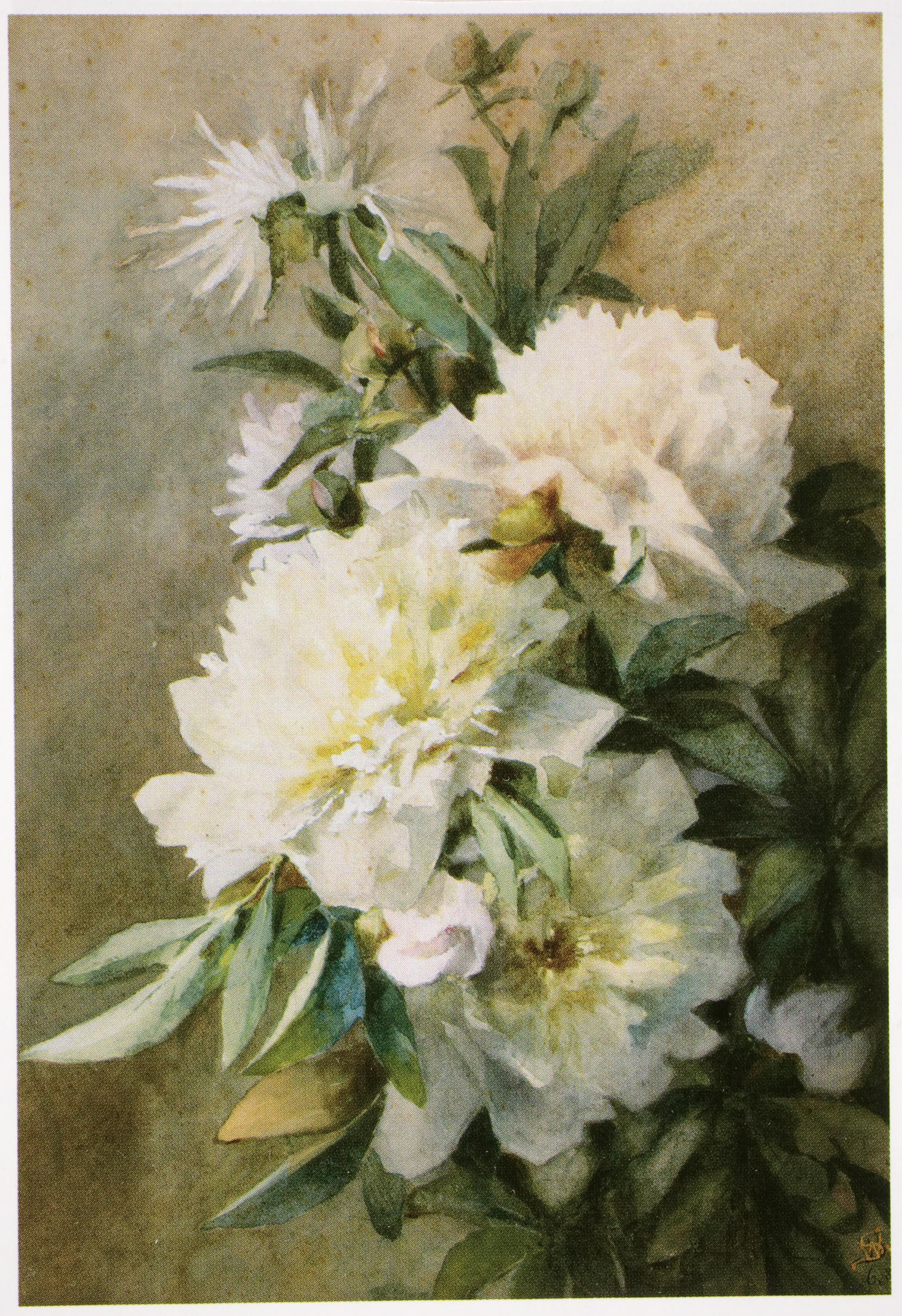
Witte chrysanten
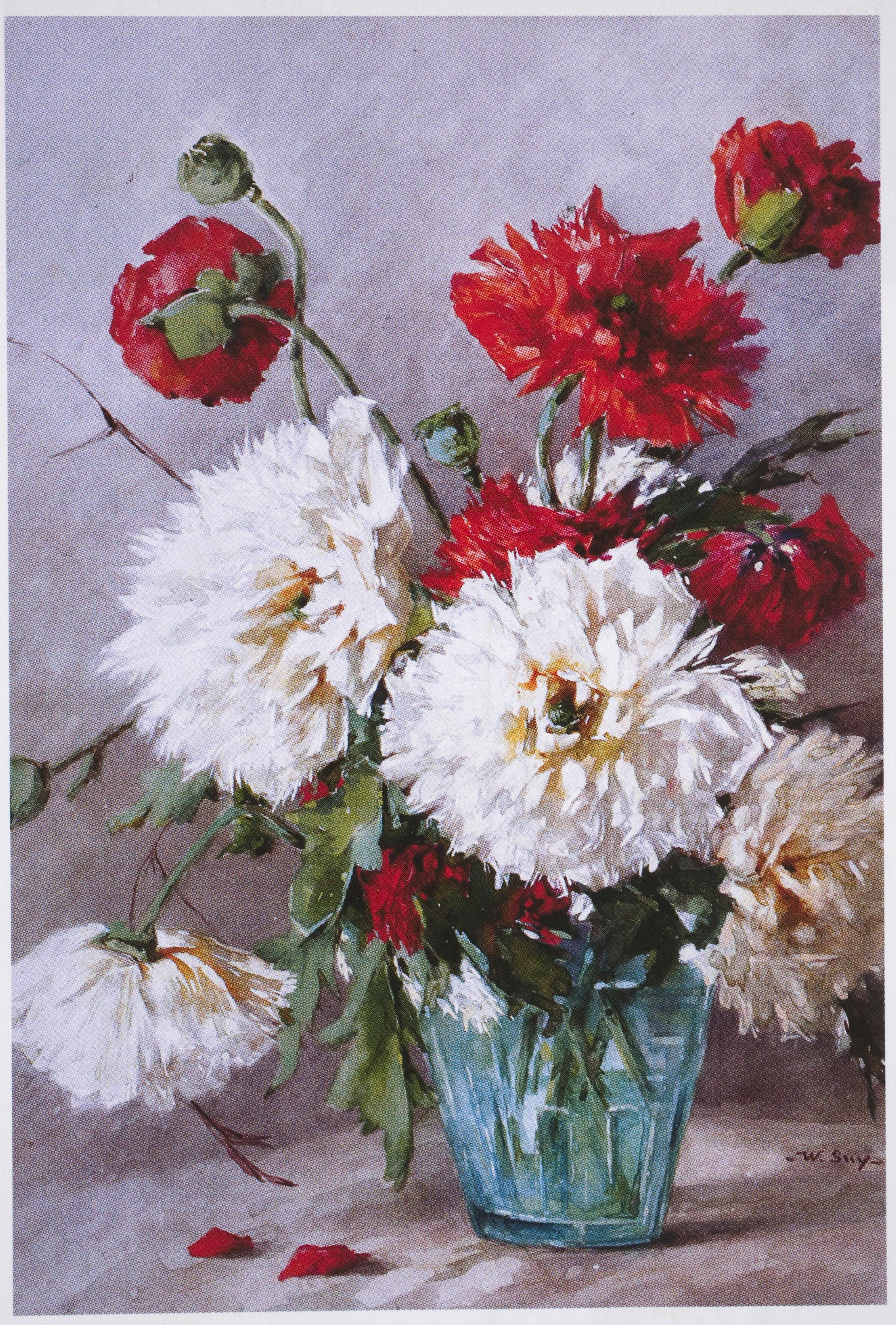
Boeket bloemen in een glazen vaas

- Biografisch Portaal: 40078255
- RKD-Nederlands Instituut voor Kunstgeschiedenis: 332460
- Union List of Artist Names: 500176410
- Virtual International Authority File: 153513871